# Ульяновський сільський округ
Улья́новський сільський округ (каз. Ульянов ауылдық округі, рос. Ульяновский сельский округ) — адміністративна одиниця у складі Костанайського району Костанайської області Казахстану. Адміністративний центр — село Ульяновське.
Населення — 520 осіб (2021; 900 у 2009, 2106 у 1999, 2298 у 1989).
Станом на 1989 рк існувала Ульяновська сільська рада (селищаа Бегежан, Ломоносовка, Ульяновський). Село Ломоносовка ліквідовано 2009 року.

## Склад
До складу округу входять такі населені пункти:
| Населений пункт   | Старі назви  | Населення, осіб (1989) | Населення, осіб (1999) | Населення, осіб (2009) | Населення, осіб (2021) |
| ----------------- | ------------ | ---------------------- | ---------------------- | ---------------------- | ---------------------- |
| Бегежан, село     | -            | 626                    | 585                    | 314                    | 149                    |
| Ломоносовка, село | -            | 227                    | 153                    | -                      | -                      |
| Ульяновське, село | Ульяновський | 1445                   | 1521                   | 586                    | 371                    |